# Yoshimi Futamura
Yoshimi Futamura est une céramiste japonaise née en 1959 à Nagoya, préfecture d'Aichi. Elle travaille et vit en France depuis 1986. 

## Biographie et réalisations
De 1979 à 1982, Yoshimi Futamura étudie au Japon, à l'École d'art céramique de Seto, Aichi. Elle y apprend notamment la cuisson au feu de bois mais aussi toute la dimension spirituelle de la céramique japonaise. Elle continue ses études en France et sort diplômée, en 1994, du Centre Artisanal de Céramique de L'École Duperré. Deux ans après, elle ouvre son atelier dans le 20e arrondissement de Paris. 
Son travail fait partie de la collection du  Harn Museum of Art, de l'Académie internationale de la céramique à Genève, de la Yale University Art Gallery et du Brooklyn Museum. Elle est l'une des cinq principales artistes céramistes présentées dans une exposition à la galerie Joan Mirviss à New York, intitulée « The French Connection : cinq femmes céramistes japonaises et une passion pour la France .
En 2022, alors que la guerre éclate en Ukraine, elle ajoute à son exposition Rebirth au Centre de Céramique Contemporaine de la Borne, une série de petites têtes multicolores en terre cuite comme message de tolérance et de paix. 

## Le genre dans la céramique japonaise
La fin de la seconde Guerre Mondiale marque le développement d'artistes féminines indépendantes. En effet jusqu'à cette date, les femmes sont exclues du système d'apprentissage et de travail céramique, le rôle de Yoshimi Futamura est donc loin d'être traditionnel. À mesure que l’enseignement secondaire s’est ouvert à un public plus large, les femmes ont pu étudier la céramique dans les universités plutôt que d’entrer dans le système d’apprentissage. Le travail de Yoshimi Futamura fait référence à des thèmes à la fois modernes et classiques de la céramique japonaise. Son utilisation de textures organiques naturelles est combinée à des formes traditionnelles, créant des œuvres d'art uniques. Son travail est à la fois sculptural et fonctionnel, mais met l'accent sur l'expression de soi comme élément fondamental de sa pratique artistique. Si le travail de Yoshimi Futamura en France peut être interprété comme indiquant l'importance de la mondialisation dans la pratique artistique contemporaine, il est également important d'indiquer que sa formation s'est déroulée dans un pays avec une longue histoire d'art céramique produit à la fois par des hommes et des femmes.

## Travail et philosophie
Le travail de Yoshimi Futamura s'inspire souvent de la nature, mais reflète les effets naturels du four. La texture de son travail peut paraître brûlée, écrasée, froissée, carbonisée ou tachetée de fines granules. Ses matériaux, de la porcelaine à la terre cuite, sont utilisés pour créer des formes souvent biomorphiques, irrégulières et presque sexuelles. Dans une interview, elle a mentionné que son travail met en valeur la matérialité de son médium : la terre. Ses œuvres peuvent être lues dans le cadre du concept de wabi sabi, ou de beauté imparfaite et incomplète. L'irrégularité de ses pièces ne fait qu'augmenter leur qualité méditative.

## Expositions
- Rebirth, 2023, gallerie Anne-Laure Buffard, Paris
- Rebirth II, 2022, Centre Céramique Contemporaine, La Borne
- Toucher le feu, 2022, musée Guimet, Paris
- New Forms, New Voices: Japanese Ceramics from the Gitter, 2017, NOMA, Nouvelle-Orléans
- De briques..., 2017, Le Non-Lieu, Roubaix
- Terre-mémoire, 2016, lavoir de Clamart
- Collapse rebirth, 2016, gallerie Joan B. Mirviss, New York